# Minder schwerer Fall des Totschlags
Der minder schwere Fall des Totschlags ist nach herrschender Meinung eine Strafzumessungsregel innerhalb der Tötungsdelikte des deutschen Strafrechts, die in § 213 des Strafgesetzbuches normiert ist. Die Vorschrift sieht für den Täter einen reduzierten Strafrahmen von einem Jahr bis zu zehn Jahren Freiheitsstrafe vor, wenn er von dem Getöteten ohne eigene Schuld provoziert und hierdurch zur Tat hingerissen wurde oder ein sonstiger minder schwerer Fall vorliegt.  
Nach ständiger Rechtsprechung gilt die Vorschrift nur für den Totschlag gem.  § 212 StGB, nicht hingegen für den Mord.

## Entwicklung
Die Vorschrift wurde mit Wirkung vom 1. April 1998 durch Art. 1 Nr. 34 des sechsten Gesetzes zur Reform des Strafrechts (6. StrRG) geändert und verschärft. Nach der alten Fassung lag der Strafrahmen noch zwischen sechs Monaten und fünf Jahren Freiheitsstrafe. 
Dies führte mitunter zu äußerst milden Strafen, die dem Wert des Rechtsgutes Leben nicht gerecht wurden und sich aus dem Gegensatz zum Normalstrafrahmen des Totschlags ergaben.
So kam es vor, dass Tötungsdelikte innerhalb partnerschaftlicher Beziehungen unangemessen bestraft wurden, da allein die Behauptung des Täters ausreichte, er sei vom Opfer bei einem heftigen Streit massiv beleidigt worden.
Im Zuge der Strafrechtsreform wurde auch der privilegierende § 217 StGB (Kindestötung) aufgehoben, der gegenüber dem Totschlag einen milderen Strafrahmen vorsah und die besondere psychische Situation der Mutter unmittelbar bei der Geburt eines nichtehelichen Kindes berücksichtigen sollte. Um diese Konstellation auch weiterhin nicht zu übersehen, wurde der Anwendungsbereich der zweiten Alternative des § 213 StGB erweitert.
Wenn eine Tötung auf Verlangen nach § 216 StGB vorliegt, die einen eigenen Privilegierungstatbestand bildet, kann auf den minder schweren Fall des Totschlags nicht zurückgegriffen werden.

## Provokation
Die Vorschrift nennt zwei Fälle der Provokation gegenüber dem Täter oder dessen Angehörigen – eine Misshandlung oder eine schwere Beleidigung. Sein Vorsatz muss sich auf die jeweiligen Voraussetzungen der Provokation erstrecken; er muss somit ihre tatsächlichen Umstände kennen und eine eigene Wertung vornehmen.

### Misshandlung
Unter einer Misshandlung können nur schwere Beeinträchtigungen (etwa im Sinne der Körperverletzung des § 223 StGB) verstanden werden, die das körperliche Wohlbefinden oder die körperliche Unversehrtheit erheblich beeinträchtigen. Zu einer eigentlichen Gesundheitsbeschädigung muss es nicht gekommen sein. Seelische Beeinträchtigungen, die zu körperlichen Reaktionen führen, werden vom Tatbestand ebenfalls umfasst, so etwa ein fehlgeschlagener, wenn auch bedrohlicher Angriff.

### Beleidigung
Der hohe Rang des Lebens als geschütztes Rechtsgut der Tötungsdelikte lässt eine mildere Bestrafung nur bei besonders schweren Beleidigungen zu.
Nach der Rechtsprechung liegt eine derartige Beleidigung nur bei Provokationen vor, die man nicht nur aus der Perspektive des jeweiligen Täters, sondern unter objektiver Betrachtung als schwerwiegend beurteilen kann. Hierbei müssen alle maßgebenden Umstände der Täter-Opfer-Beziehung und der jeweiligen Tatentwicklung berücksichtigt werden. So kann nach ständiger Rechtsprechung auch eine für sich genommen nicht gravierende Beleidigung den Strafrahmen des § 213 StGB eröffnen, wenn sie gleichsam der „Tropfen“ war, der nach einer langen Entwicklung „das Fass zum Überlaufen“ brachte.
Seit jeher sind sexualbezogene Kränkungen und Untreue wichtige Anwendungsfälle dieser Vorschrift. Nach der Lebenserfahrung neigen viele Täter gerade in diesen Fällen dazu, zweifelhafte Angaben zu machen, die das Gericht deswegen äußerst kritisch prüfen muss. Die Einlassung des Täters, das Opfer habe sich von ihm trennen wollen oder sich nach einer längeren Entfremdung einem anderen zugewandt, gilt in der Regel nicht als schwere Beleidigung. An diesem Merkmal fehlt es auch, wenn die Provokation von einem offensichtlich psychisch Erkrankten ausging.

### Ohne eigene Schuld
Die Provokation muss zudem ohne eigene Schuld des Täters erfolgt sein, er darf sie somit nicht vorwerfbar veranlasst oder zur Verschärfung der Situation beigetragen haben und muss zur Tat auf der Stelle hingerissen worden sein.
Hat er sich lediglich ungeschickt verhalten oder dem Opfer begründete Vorhaltungen gemacht, kann noch nicht von eigener Schuld gesprochen werden. 
Die Reaktion des Getöteten muss allerdings unter dem Gesichtspunkt der Angemessenheit überprüft werden. So kann dem Täter vorgeworfen werden, sein vorhergehendes Fehlverhalten nicht beachtet zu haben, das letztlich zur heftigen Reaktion des Opfers führte.

### Handlungszusammenhang
Die Provokation muss den Täter auf der Stelle zur Tat hingerissen haben. Die Beleidigung oder Misshandlung müssen hierbei nicht die einzigen Beweggründe gewesen sein. Wenn nicht andere Motive den Zorn verdrängt haben, kann auch ein Motivbündel genügen.
Das Merkmal auf der Stelle setzt nicht in allen Fällen Spontaneität im Sinne eines unmittelbaren Handlungszusammenhangs voraus. Der Richter muss deswegen prüfen, ob der durch die Kränkung hervorgerufene Zorn fortgewirkt und sich später entladen hat, was auch noch nach einigen Stunden möglich ist.
Der Zusammenhang fehlt, wenn der Täter bereits vor der Tat grundsätzlich entschlossen war, das Opfer zu töten.

## Sonstiger minder schwerer Fall
Wenn der Täter nicht provoziert wurde, kann ein sonstiger minder schwerer Fall vorliegen. Nach ständiger Rechtsprechung kommt es auch hier auf eine Gesamtbewertung an. Das Gewicht der schuldmindernden Umstände muss in diesem Fall mit der Affektlage vergleichbar sein. Hierbei ist nicht der einzelne Milderungsgrund entscheidend, sondern das Gewicht aller Gründe, die in einer Situation zusammentreffen.
Derartige Fälle wurden etwa beim Handeln in Bedrängnis oder Flucht, in notstandsähnlichen Konfliktlagen (Tötung eines schwerstbehinderten Säuglings während oder unmittelbar nach der Geburt), oder beim Überschreiten der Grenzen der Notwehr angenommen, wenn der Affekt die Grenzen des § 33 StGB noch nicht erreicht. Handelte der Täter aus Mitleid, war er Glied einer Befehlskette (Mauerschützenprozesse) oder in ein staatliches Unrechtssystem eingebunden, wurde der reduzierte Strafrahmen ebenfalls angewendet.
Eine mildere Strafe kommt auch in Frage, wenn ein vertypter Milderungsgrund gem. der § 21, § 23 Abs. 2 oder § 27 Abs. 2 StGB vorliegt. Treffen mehrere Milderungsgründe zusammen, sind die Grundsätze des § 50 StGB zu beachten.